# Les Magny
Les Magny é uma comuna francesa na região administrativa de Borgonha-Franco-Condado, no departamento de Alto Sona. Estende-se por uma área de 11,46 km². Em 2010 a comuna tinha 144 habitantes (densidade: 12,6 hab./km²).